# Бабсак-бий
Бабса́к-бий (баш. Бабсаҡ-бей)— предводитель рода карагай-кыпсак башкирского племени кыпсак во второй половине XV века.

## Биография
Во 2 й половине XV века в Башкирии велась борьба племен за власть в Союзе семи башкирских племён. Предводителем рода карагай-кыпсак башкирского племени кыпсак был Бабсак-бий.
При Бабсак-бие род карагай-кыпсак
(Карый Кыпсак) расселился на вотчинных землях бурзян.
По сведениям «Шежере рода карагай-кыпсак» Бабсак-бий был убит предводителем племени бурзян Кара-Килембетом в междоусобной войне.
По башкирскому преданию «Бабсаҡтүбә» («Курган Бабсака»), место захоронения Бабсак-бия находится рядом с деревней Акбулатово нынешнего Бурзянского района.
Бабсак-бий — один из героев башкирского эпоса «Бабсак и Кусэк», в котором отражены реальные исторические события: военное соперничество башкир из племени бурзян с кипчаками, переселявшимися на Южный Урал с Алтая. Во время многовекового противостояния (с VII по XIII вв.) кипчаки не смогли сломить бурзян, и в итоге стали одним из родов в составе башкирского народа.

## Память
- Рядом с курганом где похоронен Бабсак, возведена мечеть «Бабсак-бий»[1][2]
- В 1990 году на кургане установили плиту из камня и в 2007 установили четырёхметровую мраморную стеллу в честь бия[3]